# Hortiboletus bubalinus
Hortiboletus bubalinus är en sopp som tillhör familjen Boletaceae.

## Förekomst
Artens utbredning är inte helt klar. Den har rapporterats från Bulgarien i sydost, till Spanien och Storbritannien i väster och till Sverige och Norge i norr. Det första fyndet i Sverige gjordes i Södermanland, därefter har den rapporterats från Västergötland. Den har hittats i parker, trädgårdar, planteringar, vägkanter och den bildar ektomykorrhiza med popplar och lindar, troligen även med andra lövträd.

## Kännetecken
Den liknar rödsopp, H. rubellus, men köttet under hatthuden har en rosa färgton. Vidare saknar den vanligen rödsoppens röda prickar i fotbasens saffransgula kött.

## Taxonomi
Hortiboletus bubalinus beskrevs av Gerard T. Oolbekkink och Wim E. van Duin som Boletus bubalinus 1991. År 1993 fördes den över till Xerocomus av Guy Redeuilh och 2015 flyttades den till Hortiboletus av László Albert och Bálint Dima.